# Arthur Jeffrey Dempster
Arthur Jeffrey Dempster (n. 14 august 1886 - d. 11 martie 1950) a fost un fizician american născut în Canada, cunoscut mai ales pentru lucrările sale în domeniul spectrometriei de masă și descoperirea izotopului de uraniu 235U.
În perioada celui de-al Doilea Război Mondial, lucrează la Proiectul Manhattan.
1. 1 2  Arthur Jeffrey Dempster, Find a Grave, accesat în 9 octombrie 2017
2. 1 2  Arthur Jeffrey Dempster, Opća i nacionalna enciklopedija
3. 1 2  Arthur Jeffrey Dempster, Encyclopædia Britannica Online, accesat în 9 octombrie 2017
4. 1 2  Arthur Jeffrey Dempster, Brockhaus Enzyklopädie, accesat în 9 octombrie 2017